# Microscopio de efecto túnel

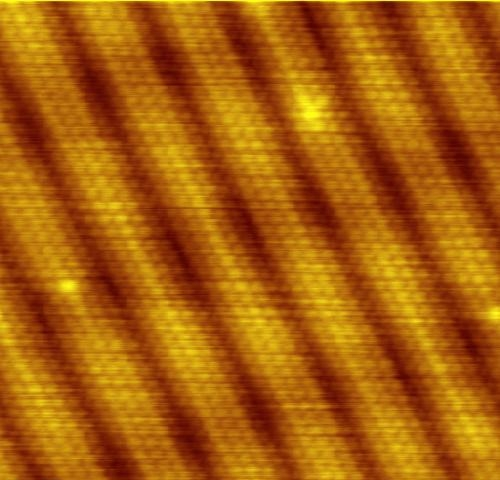
Imagen de reconstrucción sobre una superficie limpia de oro (100).

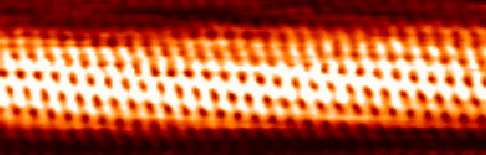
Una imagen STM de un nanotubo de carbono de pared simple.

Un microscopio de efecto túnel (en inglés: Scanning tunneling microscope o STM) es un instrumento para tomar imágenes de superficies a nivel atómico. Su desarrollo en 1981 hizo ganar a sus inventores, Gerd Binnig y Heinrich Rohrer (de IBM Zürich), el Premio Nobel de Física en 1986. Para un STM, se considera que una buena resolución es 0,1 nm de resolución lateral y 0.01 nm de resolución de profundidad. Con esta resolución, los átomos individuales dentro de los materiales son rutinariamente visualizados y manipulados. El STM puede ser usado no solo en ultra alto vacío, sino que también en aire, agua, y varios otros líquidos o gases del ambiente, y a temperaturas que abarcan un rango desde casi cero Kelvin hasta unos pocos cientos de grados Celsius.
El STM está basado en el concepto de efecto túnel. Cuando una punta conductora es colocada muy cerca de la superficie a ser examinada, una corriente de polarización (diferencia de voltaje) aplicada entre las dos puede permitir a los electrones pasar al otro lado mediante el efecto túnel a través del vacío entre ellas. La resultante corriente de tunelización es una función de la posición de la punta, el voltaje aplicado y la densidad local de estados (LDOS por sus siglas en inglés) de la muestra. La información es adquirida monitorizando la corriente conforme la posición de la punta escanea a través de la superficie, y es usualmente desplegada en forma de imagen. La microscopía de efecto túnel puede ser una técnica desafiante, ya que requiere superficies extremadamente limpias y estables, puntas afiladas, excelente control de vibraciones, y electrónica sofisticada.

## Procedimiento

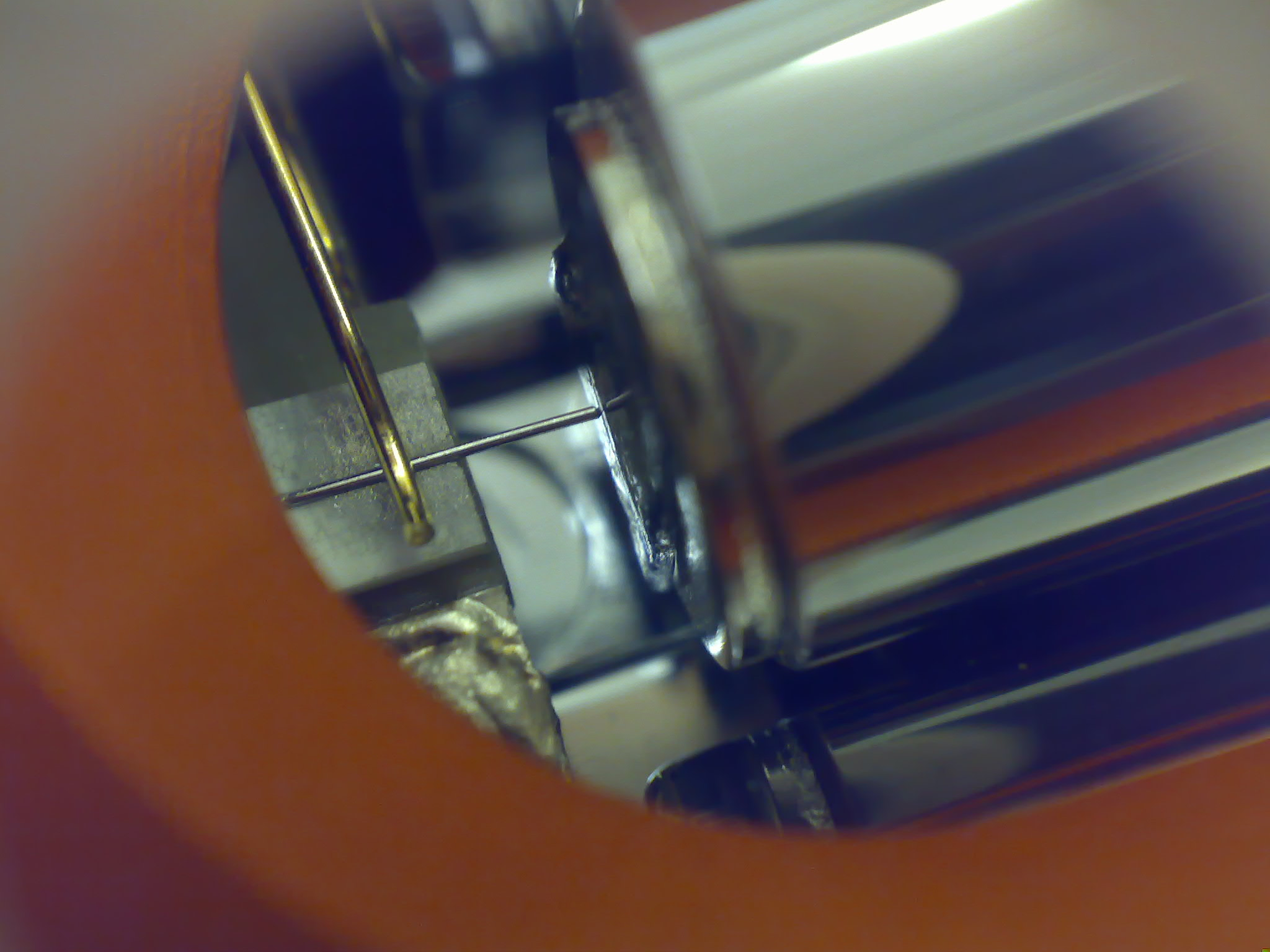
Un acercamiento de una cabeza de microscopio de efecto túnel simple usando una punta de platino-iridio.

Primero, una tensión de voltaje es aplicada y la punta es colocada cerca de la muestra por un burdo control "muestra a punta", que es apagado cuando la punta y la muestra están suficientemente cerca. En un rango cercano, el fino control de la punta en todas las tres dimensiones cuando está cerca de la muestra es típicamente piezoeléctrico, manteniendo la separación punta-muestra, W, típicamente en el rango entre 4-7 Å, que es la posición de equilibrio entre interacciones atractivas (3<W<10 Å) y repulsivas (W<3 Å). En esta situación, la tensión de voltaje causará que los electrones realicen el efecto túnel entre la punta y la muestra, creando una corriente que puede ser medida. Una vez que el "tunelamiento" es estabilizado, la tensión de voltaje de la punta y su posición con respecto a la muestra pueden ser variadas (con los detalles de esta variación dependiendo del experimento) y los datos son obtenidos de los resultantes cambios en corriente.
Si la punta es movida a través de la muestra en el plano x-y, los cambios en la altura de la superficie y la densidad de estados causan cambios en la corriente; estos cambios son mapeados en imágenes. El cambio en la corriente con respecto a la posición puede en sí mismo ser medido, o bien, puede ser medida la altura de la punta, z, correspondiente a una corriente constante. Estos dos modos de operación son llamados modo de altura constante y modo de corriente constante, respectivamente. En el modo de corriente constante, la electrónica de retroalimentación ajusta la altura por un voltaje al mecanismo piezoeléctrico de control de altura. Esto lleva a una variación de altura y así la imagen viene de la topografía de la punta a través de la muestra y da una superficie de densidad de carga constante; esto significa que el contraste en la imagen es debido a variaciones en la densidad de carga. En el modo de altura constante, el voltaje y la altura se mantienen ambos constantes mientras que la corriente cambia para impedir que el voltaje cambie; esto lleva a una imagen hecha de cambios de corriente sobre la superficie, que pueden ser relacionados con la densidad de carga. El beneficio de usar un modo de altura constante es que es más rápido, debido a que los movimientos del piezoeléctrico requieren más tiempo para registrar el cambio de altura en el modo de corriente constante, que el cambio de voltaje en el modo de altura constante. Todas las imágenes producidas por STM están en escala de grises, con color opcionalmente añadido en post-procesado para enfatizar visualmente características importantes.
Además de escanear a través de la muestra, la información sobre la estructura electrónica a una localización dada en la muestra puede ser obtenida por medio de barrer el voltaje y medir la corriente en un lugar específico. Este tipo de medida es llamada espectroscopia de efecto túnel (STS por sus siglas en inglés) y típicamente resulta en un mapa de la densidad de estados locales como una función de la energía en la muestra. La ventaja de la STM sobre otras medidas de la densidad de estados reside en su habilidad para hacer medidas extremadamente locales: por ejemplo, la densidad de estados en un sitio de impureza puede ser comparada con la densidad de estados lejos de las impurezas.
Frecuencias de imágenes de al menos 1 Hz permiten realizar la llamada Video-STM (es posible más de 50 Hz). Esto puede ser usado para escanear la difusión de superficie.

## Instrumentación

Vista esquemática de un Microscopio de efecto túnel.

Los componentes de un STM incluyen la punta de exploración, un piezoeléctrico de altura controlada, escáner x-y, control muestra-a-punta, sistema de aislamiento de vibraciones y computadora.
La resolución de una imagen está limitada por el radio de curvatura de la punta del STM. Además, si la punta tiene dos puntas en vez de una, pueden observarse irregularidades en la imagen obtenida; esto lleva a "imágenes de doble punta", una situación en la que ambas puntas contribuyen al efecto túnel y en la que se percibe una imagen duplicada. Por tanto ha sido esencial desarrollar procesos para obtener consistentemente puntas afiladas y útiles. Recientemente se han utilizado nanotubos de carbono con este propósito.
La punta puede estar fabricada de tungsteno o platino-iridio, aunque también se utiliza el oro para ello. Las puntas de tungsteno están fabricadas habitualmente por grabado electroquímico, y las puntas de platino-iridio están fabricadas por corte mecánico.
Debido a la extrema sensibilidad de la corriente túnel a la altura, es imperativo un apropiado aislamiento de vibraciones o un cuerpo extremadamente rígido del STM para obtener resultados útiles. En el primer STM de Binnig y Rohrer, se usó levitación magnética para mantener el STM libre de vibraciones; ahora se usan a menudo sistemas de resortes o resortes de gas. Adicionalmente, son implementados a veces mecanismos para reducir las corrientes parásitas.
Manteniendo la posición de la punta con respecto a la muestra, el escaneo de la muestra y la adquisición de los datos son controlados por computadora. La computadora puede ser usada también para mejorar la imagen con la ayuda de procesamiento digital de imágenes así como también para realizar medidas cuantitativas.

## Otros estudios STM relacionados

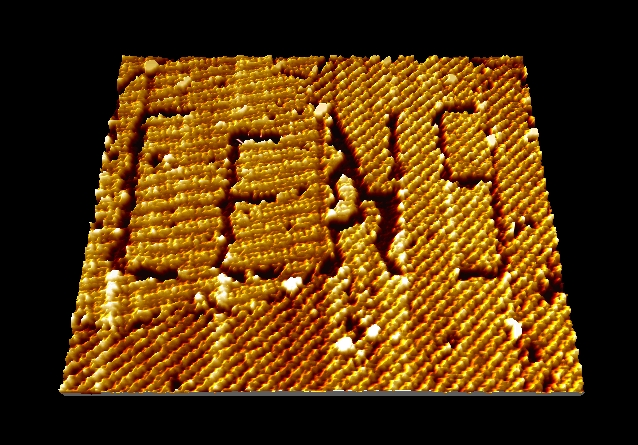
Nanomanipulación por medio de STM de una monocapa autoensamblada de un polímero semiconductor (en este caso, moléculas de PTCDA) en grafito, con las cuales se han escrito las siglas del Center for NanoScience (Centro para la Nanociencia, CeNS), de la Ludwig-Maximilians Universitat München (LMU).

Muchas otras técnicas de microscopía han sido desarrolladas basadas en el STM. Estas incluyen la microscopía de escaneo de fotones (PSTM), que usa una punta óptica para hacer efecto túnel en fotones; potenciometría de escaneo por efecto túnel (STP), que mide el potencial eléctrico a través de una superficie; microscopía por efecto túnel de espín polarizado (SPSTM), que usa una punta ferromagnética para hacer efecto túnel en electrones polarizados de espín en una muestra magnética, y la microscopía de fuerza atómica (AFM), en la cual es medida la fuerza causada por la interacción entre la punta y la muestra.
Otros métodos de la STM envuelven el manipular la punta para cambiar la topografía de la muestra. Esto es atractivo por varias razones. Primero, el STM tiene un sistema de posicionado atómicamente preciso que permite manipulación a una muy precisa escala atómica. Además, después de que la superficie es modificada por la punta, es después una simple cuestión tomar la imagen con la misma punta, sin cambiar el instrumento. Los investigadores de IBM desarrollaron una forma de manipular átomos de xenón absorbidos en una superficie de níquel. Esta técnica ha sido utilizada para crear "corrales" de electrones con un pequeño número de átomos absorbidos, que permiten que el STM sea usado para observar oscilaciones electrónicas de Friedel en la superficie del material. Aparte de modificar la superficie actual de la muestra, se puede usar también el STM para hacer efecto túnel en electrones dentro de una capa de fotoresistor de haz de electrones en una muestra, para hacer litografía. Esto tiene la ventaja de ofrecer más control de exposición que la tradicional litografía de haz de electrones. Otra aplicación práctica del STM es la deposición atómica de metales (Au, Ag, W, etc.) con cualquier patrón (pre-programado) deseado, que puede ser usada como contactos a nanodispositivos o como los propios nanodispositivos.
Recientemente ciertos grupos han encontrado que pueden usar la punta del STM para rotar enlaces individuales dentro de moléculas individuales.[cita requerida] La resistencia eléctrica de la molécula depende de la orientación del enlace, así que la molécula se vuelve efectivamente un interruptor molecular.

## Principio de operación
El efecto túnel es un concepto que surge de la mecánica cuántica. Clásicamente, un objeto que choca con una barrera impenetrable no pasará a través de ella. Sin embargo, los objetos con una muy pequeña masa, tales como el electrón, tienen características de onda que permiten el evento conocido como efecto túnel.
Los electrones se comportan como haces de energía, y en la presencia de un potencial U(z), asumiendo un caso unidimensional, los niveles de energía ψn(z) de los electrones están dados por las soluciones a la ecuación de Schrödinger,
{\displaystyle -{\frac {\hbar ^{2}}{2m}}{\frac {\partial ^{2}\psi _{n}(z)}{\partial z^{2}}}+U(z)\psi _{n}(z)=E\psi _{n}(z)}
donde ħ es la constante de Planck reducida, z es la posición, y m es la masa de un electrón. Si a un electrón de energía E se le hace incidir hacia una barrera de energía de altura U(z), la función de onda del electrón es una solución de onda,
{\displaystyle \psi _{n}(z)=\psi _{n}(0)e^{\pm ikz}}
donde
{\displaystyle k={\frac {\sqrt {2m(E-U(z))}}{\hbar }}}
si E > U(z), que es verdad para una función de onda dentro de la punta o dentro de la muestra. Dentro de una barrera, E < U(z) así que las funciones de onda que satisfacen esto son ondas en descomposición,
{\displaystyle \psi _{n}(z)=\psi _{n}(0)e^{\pm \kappa z}}
donde
{\displaystyle \kappa ={\frac {\sqrt {2m(U-E)}}{\hbar }}}
cuantifica el decaimiento de la onda dentro de la barrera, con la barrera en la dirección +z para {\displaystyle -\kappa }.
Conociendo la función de onda es posible calcular la densidad de probabilidad para que el electrón se encuentre en una localización en particular. En el caso de efecto túnel, las funciones de onda de la punta y la muestra se traslapan tal que cuando están bajo una tensión de voltaje, existe alguna probabilidad finita de encontrar al electrón en la región de barrera e incluso del otro lado de la barrera. Se asume que la tensión de voltaje es V y la anchura de la barrera es W. La probabilidad mencionada, P, de que un electrón en z=0 (borde izquierdo de la barrera) pueda ser encontrado en z=W (borde derecho de la barrera) es proporcional al cuadrado de la función de onda,
{\displaystyle P\propto |\psi _{n}(0)|^{2}e^{-2\kappa W}}.
Si la tensión de voltaje es pequeña, puede asumirse que U − E ≈ φM en la expresión para κ, donde φM, la función trabajo, da la energía mínima necesaria para arrancar un electrón desde un nivel ocupado, el mayor de los cuales está al nivel de Fermi (para metales a T=0 Kelvin), a un nivel vacío. Cuando una pequeña tensión de voltaje V es aplicada al sistema, únicamente los estados electrónicos muy cerca del nivel de Fermi, dentro de eV (un producto de la carga del electrón y el voltaje, no debe confundirse con la unidad electronvolt), son excitados. Estos electrones excitados pueden hacer efecto túnel a través de la barrera. En otras palabras, el efecto túnel ocurre principalmente con electrones de energías cercanas al nivel de Fermi.
Sin embargo, el efecto túnel requiere que haya un nivel vacío de la misma energía del electrón para que el electrón realice el efecto túnel hacia el otro lado de la barrera. Esto es debido a la restricción de que la corriente de tunelamiento puede ser relacionada con la densidad de estados disponibles o llenos en la muestra. La corriente debida a un voltaje aplicado V (se asume que el efecto túnel ocurre de la muestra a la punta) depende de dos factores: 1) el número de electrones entre Ef y eV en la muestra, y 2) el número entre ellos que tiene estados libres correspondientes para hacer túnel hacia el otro lado de la barrera en la punta. Cuanto mayor sea la densidad de estados disponibles, mayor será la corriente de tunelamiento. Cuando V es positivo, los electrones en la punta hacen túnel hacia los estados vacíos en la muestra; para una tensión de voltaje negativa, los electrones hacen túnel desde los estados ocupados en la muestra hacia la punta.
Matemáticamente, esta corriente de tunelamiento está dada por
{\displaystyle I\propto \sum _{E_{f}-eV}^{E_{f}}|\psi _{n}(0)|^{2}e^{-2\kappa W}}.
Se puede sumar la probabilidad sobre las energías entre Ef − eV y Ef para obtener el número de estados disponibles en este rango de energía por unidad de volumen, encontrando así la densidad local de estados (LDOS) cerca del nivel de Fermi. La densidad local de estados cerca de alguna energía E dentro de un intervalo ε está dada por
{\displaystyle \rho _{s}(z,E)={\frac {1}{\epsilon }}\sum _{E-\epsilon }^{E}|\psi _{n}(z)|^{2}},
y la corriente de túnel a una pequeña tensión de voltaje V es proporcional a la densidad local de estados cerca del nivel de Fermi, que brinda información importante acerca de la muestra. Es deseable usar la densidad local de estados para expresar la corriente debido a que este valor no cambia conforme cambia el volumen, mientras que sí lo hace la densidad de probabilidad. Así, la corriente de tunelamiento está dada por
{\displaystyle I\propto V\rho _{s}(0,E_{f})e^{-2\kappa W}}
donde ρs(0,Ef) es la densidad local de estados cerca del nivel de Fermi de la muestra en su superficie. Esta corriente puede también ser expresada en términos de la densidad local de estados cerca del nivel de Fermi de la muestra en la superficie de la punta,
{\displaystyle I\propto V\rho _{s}(W,E_{f})}
El término exponencial en las ecuaciones superiores significa que pequeñas variaciones en W tienen mucha influencia en la corriente de tunelamiento. Si la separación es reducida por 1 Ǻ, la corriente se incrementa por un orden de magnitud y viceversa.
Esta aproximación falla en tener en cuenta la tasa a la cual los electrones pueden pasar la barrera. Esta tasa debería afectar la corriente de túnel, así que puede ser tratada usando la regla de oro de Fermi con el apropiado elemento de matriz de tunelamiento. John Bardeen resolvió este problema en su estudio de la unión metal-aislante-metal. Él encontró que si se resuelve la ecuación de Schrödinger para cada lado de la unión de manera separada para obtener las funciones de onda ψ y χ de cada electrodo, se podría obtener la matriz de tunelamiento, M, a partir del traslape de estas dos funciones de onda. Esto puede ser aplicado al STM haciendo electrodos a la punta y a la muestra, asignando ψ y χ como funciones de onda de la muestra y la punta, respectivamente, y evaluando M en alguna superficie S entre los electrodos metálicos, donde z=0 en la superficie de la muestra y z=W en la superficie de la punta.
Ahora, la regla de oro de Fermi da la tasa para la transferencia de electrones a través de la barrera, y se escribe
{\displaystyle w={\frac {2\pi }{\hbar }}|M|^{2}\delta (E_{\psi }-E_{\chi })},
donde δ(Eψ–Eχ) restringe que el efecto túnel ocurra solo entre niveles de electrones con la misma energía. El elemento de matriz de túnel, dado por
{\displaystyle M={\frac {\hbar ^{2}}{2m}}\int _{z=z_{0}}(\chi *{\frac {\partial \psi }{\partial z}}-\psi {\frac {\partial \chi *}{\partial z}})dS},
es una descripción de la menor energía asociada con la interacción de funciones de onda en el traslape, llamada también energía de resonancia.
Sumando sobre todos los estados da la corriente de tunelamiento como
{\displaystyle I={\frac {4\pi e}{\hbar }}\int _{-\infty }^{+\infty }[f(E_{f}-eV+\epsilon )-f(E_{f}+\epsilon )]\rho _{s}(E_{f}-eV+\epsilon )\rho _{T}(E_{f}+\epsilon )|M|^{2}d\epsilon },
donde f es la función de Fermi, ρs y ρT son la densidad de estados en la muestra y la punta, respectivamente. La función de distribución de Fermi describe el llenado de niveles de electrones a una temperatura dada T.

## Invención anterior
Un invento similar anterior, el Topografiner de R. Young, J. Ward, y F. Scire del NIST, se basaba en la emisión de campo. Sin embargo, Young tiene crédito por el Comité Nobel como la persona que se dio cuenta de que sería posible alcanzar una mejor resolución utilizando el efecto túnel.

## Lectura adicional
- Tersoff, J.: Hamann, D. R.: Theory of the scanning tunneling microscope, Physical Review B 31, 1985, p. 805 - 813.
- Bardeen, J.: Tunnelling from a many-particle point of view, Physical Review Letters 6 (2), 1961, p. 57-59.
- Chen, C. J.: Origin of Atomic Resolution on Metal Surfaces in Scanning Tunneling Microscopy, Physical Review Letters 65 (4), 1990, p. 448-451
- G. Binnig, H. Rohrer, Ch. Gerber, and E. Weibel, Phys. Rev. Lett. 50, 120 - 123 (1983)
- G. Binnig, H. Rohrer, Ch. Gerber, and E. Weibel, Phys. Rev. Lett. 49, 57 - 61 (1982)
- G. Binnig, H. Rohrer, Ch. Gerber, and E. Weibel, Appl. Phys. Lett., Vol. 40, Issue 2, pp. 178-180 (1982)
- R. V. Lapshin, Feature-oriented scanning methodology for probe microscopy and nanotechnology, Nanotechnology, volume 15, issue 9, pages 1135-1151, 2004
- D. Fujita and K. Sagisaka, Topical review: Active nanocharacterization of nanofunctional materials by scanning tunneling microscopy Sci. Technol. Adv. Mater. 9, 013003(9pp) (2008) (free download).
- Roland Wiesendanger (1994). Scanning probe microscopy and spectroscopy: methods and applications. Cambridge University Press. ISBN 0521428475.
- Theory of STM and Related Scanning Probe Methods. Springer Series in Surface Sciences, Band 3. Springer, Berlín 1998